# Cheloo
Cătălin Ștefan Ion (n. 24 martie 1978, București, România), cunoscut sub pseudonimul Cheloo, este un rapper român, unul din membrii formației române de hip-hop Paraziții.
A lansat primul său album de studio solo intitulat Sindromul Tourette în anul 2003, album premiat cu Discul de Aur pentru numărul mare de exemplare vândute. Pe data de 8 decembrie 2021, Cheloo a lansat cel de-al 4-lea album solo, intitulat Killing The Classics, în colaborare cu Daniel Lazăr, care s-a ocupat de orchestrație.

## Viața personală
Tânărul onest ar trebui să facă o școală, să muncească, să nu asculte manele, să nu se îmbrace ca un cocălar, să citească, să facă sport pentru autodisciplină și să înceteze să mai fie o oaie fără minte dusă la păscut de către televizor. Atunci vom putea vorbi despre afirmarea tânărului român. 
Puține lucruri se știu despre viața personală a lui Cheloo. Acesta a declarat într-un interviu: „Lumea e preocupată de monden, de viața mea personală, lucruri pe care eu refuz să le discut. Nu-mi place, nu mi-a plăcut niciodată. [...] Dacă mă întrebi de viața personală, nici nu mă interesează.” Statutul de persoană publică este și unul dintre motivele pentru care rapperul evită locurile în care se află mulți oameni.
Acesta a declarat că familia tatălui său este din Basarabia, rapperul fiind un susținător al unirii acesteia cu România.
În anul 2007, Cheloo s-a căsătorit cu Daniela Niculescu, cu care are în momentul de față un fiu pe nume Ștefan. La câteva luni după căsătorie, în căsnicia celor doi au avut loc certuri, în mod repetat. În urma unui scandal domestic, în care au fost implicați și părinții Danielei, cuplul a fost reclamat de către vecini și amendat de poliție. În vara anului 2010, o altă ceartă l-a determinat pe rapper să plece de acasă, motiv pentru care soția sa a făcut plângere împotriva lui pentru abandon familial. Daniela a devenit dependentă de heroină, fiind nevoită internarea acesteia la Spitalul Floreasca; soția rapperului a declarat că motivul pentru care a început să consume droguri este pentru că soțul său o înșală.
În 2011, Cheloo și-a tatuat o svastică pe spate. Cheloo nu a comentat evenimentul, dar un prieten a declarat că tatuajul "nu a reprodus fidel simbolul nazist" și că rapperul nu are astfel de convingeri, făcându-și tatuajul din "motive istorice". Cheloo a citit Mein Kampf și e fan declarat al lui Ion Antonescu.

## Controverse
La 24 noiembrie 2013, Cheloo a declarat în cadrul emisiunii X Factor, în calitate de jurat, după reprezentația unui concurent homosexual, Paolo Lagana, că: "Ai cântat, eu disprețuiesc tot ceea ce ești, ce reprezinți, și țara asta te va trimite acasă, cu siguranță". În urma declarației sale, asociația ACCEPT a îndemnat românii să sesizeze Consiliul Național al Audiovizualului (CNA) cu privire la declarațile acestuia, calificându-le drept homofobe. În ianuarie 2014, presa internațională a preluat știrea și a condamnat „homofobia în direct la TV” a juratului X Factor.
FremantleMedia, compania britanică ce deține licența X Factor în Europa și Statele Unite, a fost sesizată cu privire la incidentul petrecut în ediția românească din 29 noiembrie. Compania a condamnat gestul juratului spunând că „a fost lipsit de respect și nu și-a făcut datoria de jurat” și totodată reinterîndu-și poziția oficială care „încurajează ferm toleranța, iar respectul pentru demnitatea personală este una dintre valorile noastre principale.”
Antena 1 a fost amendată de CNA cu 10.000 de lei pentru afirmațiile acestuia, după ce instituția a primit peste 700 de reclamații.

## Discografie
- Sindromul Tourette (2003)
- Fabricant de gunoi (2006)
- Celcareurăște (2011)
- Killing The Classics (2021)

## Single-uri
- Toate femeile (Hidden Track album "Sindromul Tourette") (2003)
- Dacă eram... (Rmx) (2010)
- Tanti (2010)
- Apel la sinceritate (2011)
- Statul e târfa cu care ești obligat să te-nsori (2013)
- Pe altă frecvență (2013)
- Suma defectelor (2014)
- Vrem totul (2014)
- O zi ca oricare alta (feat. Mărgineanu) (2015)
- Periculos (OldSchool Remix) (feat. Fritz & FDD) (2015)
- Lumea s-a schimbat (2016)
- Cine ești tu? (2016)
- R.S.R. (2017)
- Prezentul perfect (2018)
- Lumina de la capătul tunului (2020)
- Ritmuetot (2023)